# Mailhac
Mailhac är en kommun i departementet Aude i regionen Occitanien  i södra Frankrike. Kommunen ligger  i kantonen Ginestas som ligger i arrondissementet Narbonne. År 2022 hade Mailhac 585 invånare.

## Befolkningsutveckling
Antalet invånare i kommunen Mailhac
Referens: INSEE